# Foot Ball Club Brescia 1927-1928
Questa pagina raccoglie i dati riguardanti il Foot Ball Club Brescia nelle competizioni ufficiali della stagione 1927-1928.

## Stagione

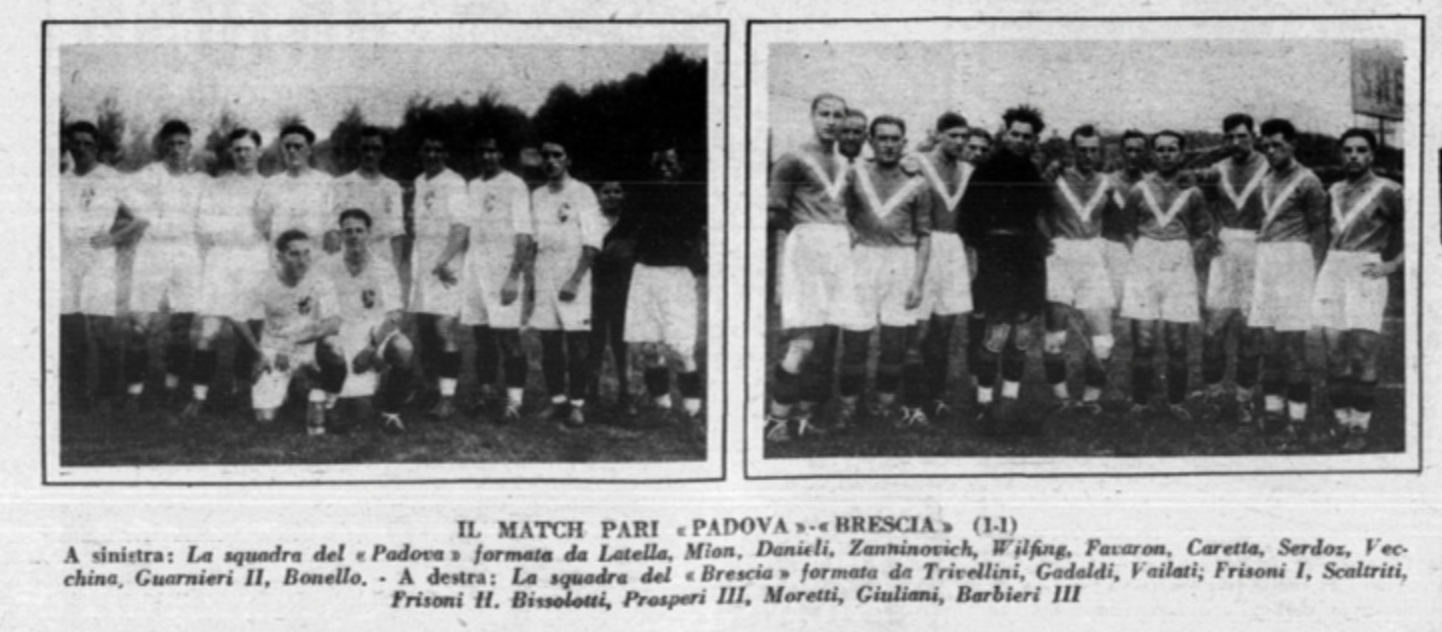
La fotografia di Padova-Brescia 1-1 del 25 settembre 1927, apparsa su La Domenica Sportiva del 2 ottobre 1927. Quella fu la prima partita in cui il Brescia indossò la maglia con la V bianca.

Nella stagione 1927-1928 il Brescia ha disputato il girone A del campionato di Divisione Nazionale. Con 21 punti si è classificato al quinto posto sfiorando la qualificazione al girone finale al quale sono state ammesse le prime quattro.
Due gironi da dieci squadre promuovono le prime quattro di ogni girone, il Brescia guidato dal gallese James Bellamy se la gioca e resta il lotta per il quarto posto nel girone con il Milan, che alla fine la spunterà. Di rilievo da segnalare nella stagione, l'umiliante sconfitta di (11-0) subita col Toro il 4 dicembre 1927, di cui sarà lavata l'onta nella partita di ritorno, vittoria (3-1) delle rondinelle contro i prossimi campioni d'Italia. In questa partita il 19 febbraio 1928 contro il Torino, venne coniato il soprannome "rondinelle", allorché un tifoso, detto il Bogia di Sant’Eufemia, affermò che sembrava di vedere delle rondinelle afferrare il toro per le corna. Erroneamente è stato affermato che quella fu anche la gara in cui comparve per la prima volta la V bianca sulle maglie. In realtà la prima gara con la V bianca fu Padova-Brescia 1-1 del 25 settembre 1927.
Si riconferma Luigi Giuseppe Giuliani con dieci centri il miglior marcatore di stagione.
A stagione conclusa, con partenza in nave il 23 luglio da Genova, il Brescia ha disputato una tournée in America, disputandovi dieci incontri dal 5 agosto al 5 settembre, con un ruolino di sei vittorie e quattro sconfitte. Per l'occasione le rondinelle vennero rafforzate da alcuni campioni ingaggiati per l'occasione, quali: Mario Magnozzi dal Livorno, Antonio Busini dal Bologna, la coppia Mario Ardissone e Mario Zanello dalla Pro Vercelli, dall'Inter la coppia Silvio Pietroboni e Valentino Degani e infine dal Milan Piero Pastore.

## Organigramma societario
Area direttiva
- Presidente: Franco Mazzotti

Area tecnica
- Allenatore: James Bellamy

## Rosa
| N. |                   | Ruolo | Calciatore          |
| -- | ----------------- | ----- | ------------------- |
|    | Italia (bandiera) | P     | Giacomo Gianora     |
|    | Italia (bandiera) | P     | Giuseppe Trivellini |
|    | Italia (bandiera) | D     | Giovanni Acerboni   |
|    | Italia (bandiera) | D     | Giovanni Bellardi   |
|    | Italia (bandiera) | D     | Andrea Gadaldi      |
|    | Italia (bandiera) | D     | Pietro Negri        |
|    | Italia (bandiera) | D     | Angelo Pasolini     |
|    | Italia (bandiera) | D     | Bonifacio Scaltriti |
|    | Italia (bandiera) | D     | Antonio Vailati     |
|    | Italia (bandiera) | C     | Pierino Bissolotti  |
|    | Italia (bandiera) | C     | Menotti Bugna       |

| N. |                   | Ruolo | Calciatore              |
| -- | ----------------- | ----- | ----------------------- |
|    | Italia (bandiera) | C     | Berardo Frisoni (I)     |
|    | Italia (bandiera) | C     | Evaristo Frisoni (II)   |
|    | Italia (bandiera) | C     | Mario Maffioli          |
|    | Italia (bandiera) | C     | Antonio Moretti         |
|    | Italia (bandiera) | C     | Ildebrando Prosperi     |
|    | Italia (bandiera) | C     | Alfredo Ratti (II)      |
|    | Italia (bandiera) | A     | Carlo Barbieri          |
|    | Italia (bandiera) | A     | Bruno Bianchi           |
|    | Italia (bandiera) | A     | Luigi Giuseppe Giuliani |
|    | Italia (bandiera) | A     | Arnaldo Prosperi        |
|    | Italia (bandiera) | A     | Vittorio Rizzi          |

## Risultati

### Divisione Nazionale

#### Girone A

##### Girone di andata
| Arbitro: | Mattea (Torino) |

|              |           |              |
| Vecchina 20’ | Marcatori | 81’ Giuliani |

| Arbitro: | Turbiani (Ferrara) |

|  |           |               |
|  | Marcatori | 24’ E. Bodini |

| 9 ottobre 1927 3ª giornata |  | – Turno di riposo BRESCIA |  |  |

| Arbitro: | U.Gama (Milano) |

|  |           |                                        |
|  | Marcatori | 27’, 75’ B. Frisoni 36’, 69’ Giulianni |

| Arbitro: | A. Gama (Milano) |

|                 |           |                |
| Sanero 44’, 52’ | Marcatori | 37’ B. Frisoni |

| Arbitro: | Bonello (Venezia) |

|                                                                  |           |                                    |
| Giuliani 30’, 62’ A. Prosperi 59’ B. Frisoni 67’ C. Barbieri 86’ | Marcatori | 75’ (rig.) A. Bajardi 83’ Casanova |

| Arbitro: | Mangano (Milano) |

|                                       |           |              |
| Ferrari 16’, 60’, 83’ E. Banchero 73’ | Marcatori | 75’ Barbieri |

| Arbitro: | A.Gama (Milano) |

|                                            |           |                 |
| A. Prosperi 9’ Bissolotti 47’ Giuliani 61’ | Marcatori | 41’, 90’ Musoni |

| Arbitro: | Sguerso (Savona) |

|                                                                                   |           |  |
| Libonatti 15’, 23’, 31’, 84’ G. Rossetti 21’, 41’, 88’, 57’ Vezzani 34’, 52’, 65’ | Marcatori |  |

| Arbitro: | Caironi (Milano) |

|                |           |  |
| L. Bajardi 33’ | Marcatori |  |

| Arbitro: | Gamberini (Bologna) |

|                |           |                                        |
| B. Frisoni 68’ | Marcatori | 36’ Pasqualetto 39’ Sgarbi 80’ Pastore |

##### Girone di ritorno
| Arbitro: | U.Gama (Milano) |

|                 |           |  |
| A. Prosperi 44’ | Marcatori |  |

| Genova 25 dicembre 1927 13ª giornata | Genoa              | 0 – 0 | Brescia | Stadio Marassi\| Arbitro: \| Malagodi (Ferrara) \| |
| Arbitro:                             | Malagodi (Ferrara) |       |         |                                                    |

| 8 gennaio 1928 14ª giornata |  | – Turno di riposo BRESCIA |  |  |

| Arbitro: | Enrietti (Torino) |

|                              |           |  |
| A. Prosperi 85’ Barbieri 89’ | Marcatori |  |

| Arbitro: | Sani (Ferrara) |

|                                                        |           |                                        |
| Maffioli 7’ B. Bianchi 17’ Giuliani 57’ E. Frisoni 60’ | Marcatori | 25’ Fenili 78’, 88’ (rig.) C. Cevenini |

| Reggio Emilia 29 gennaio 1928 17ª giornata | Reggiana         | 0 – 0 | Brescia | Stadio Mirabello\| Arbitro: \| Casetta (Milano) \| |
| Arbitro:                                   | Casetta (Milano) |       |         |                                                    |

| Arbitro: | U.Gama (Milano) |

|  |           |             |
|  | Marcatori | 61’ Ferrari |

| Arbitro: | Mauro (Milano) |

|  |           |              |
|  | Marcatori | 20’ Giuliani |

| Arbitro: | Malagodi (Ferrara) |

|                             |           |                |
| Negri 27’ Giuliani 31’, 80’ | Marcatori | 60’ Baloncieri |

| Arbitro: | Osti (Ferrara) |

|                           |           |                |
| Maffioli 15’ Barbieri 23’ | Marcatori | 52’ L. Bajardi |

| Arbitro: | Montessoro (Torino) |

|                                                 |           |                 |
| Pastore 13’, 88’ Santagostino 35’ Ostromann 65’ | Marcatori | 37’ A. Prosperi |

## Statistiche

### Statistiche di squadra
| Competizione        | Punti | In casa | In casa | In casa | In casa | In casa | In casa | In trasferta | In trasferta | In trasferta | In trasferta | In trasferta | In trasferta | Totale | Totale | Totale | Totale | Totale | Totale | DR |
| Competizione        | Punti | G       | V       | N       | P       | Gf      | Gs      | G            | V            | N            | P            | Gf           | Gs           | G      | V      | N      | P      | Gf     | Gs     | DR |
| ------------------- | ----- | ------- | ------- | ------- | ------- | ------- | ------- | ------------ | ------------ | ------------ | ------------ | ------------ | ------------ | ------ | ------ | ------ | ------ | ------ | ------ | -- |
| Divisione Nazionale | 21    | 10      | 7       | 0       | 3       | 21      | 14      | 10           | 2            | 3            | 5            | 9            | 23           | 20     | 9      | 3      | 8      | 30     | 37     | -7 |

### Statistiche dei giocatori
| Giocatore       | Divisione Nazionale | Divisione Nazionale |
| Giocatore       | Presenze            | Reti                |
| --------------- | ------------------- | ------------------- |
| G. Acerboni     | 10                  | 0                   |
| C. Barbieri     | 20                  | 4                   |
| G. Bellardi     | 15                  | 0                   |
| B. Bianchi      | 4                   | 1                   |
| P. Bissolotti   | 5                   | 1                   |
| M. Bugna        | 3                   | 0                   |
| B. Frisoni (I)  | 13                  | 4                   |
| E. Frisoni (II) | 12                  | 2                   |
| A. Gadaldi      | 7                   | 0                   |
| G. Gianora      | 1                   | -1                  |
| L.G. Giuliani   | 19                  | 10                  |
| M. Maffioli     | 7                   | 2                   |
| A. Moretti      | 18                  | 0                   |
| P. Negri        | 13                  | 1                   |
| A. Pasolini     | 12                  | 0                   |
| A. Prosperi     | 18                  | 5                   |
| I. Prosperi     | 4                   | 0                   |
| V. Rizzi        | 2                   | 0                   |
| A. Ratti (II)   | 2                   | 0                   |
| B. Scaltriti    | 12                  | 0                   |
| G. Trivellini   | 19                  | -36                 |
| A. Vailati      | 3                   | 0                   |